# Banlun Xiang
Banlun Xiang (kinesiska: 板仑, 板仑乡) är en socken i Kina. Den ligger i provinsen Yunnan, i den sydvästra delen av landet, omkring 350 kilometer sydost om provinshuvudstaden Kunming. Antalet invånare är 24 599. Befolkningen består av 11 808 kvinnor och 12 791 män. Barn under 15 år utgör 25,0 %, vuxna 15-64 år 66 %, och äldre över 65 år 7,0 %.
Genomsnittlig årsnederbörd är 1 631 millimeter. Den regnigaste månaden är juni, med i genomsnitt 338 mm nederbörd, och den torraste är februari, med 13 mm nederbörd.